# Type 1 Ho-Ni I
Il Type 1 Ho-Ni I è stato un semovente d'artiglieria concepito dall'Impero giapponese all'inizio della seconda guerra mondiale, utilizzato talvolta come cacciacarri contro lo statunitense M4 Sherman grazie alla potenza dell'armamento.

## Storia

### Sviluppo
Nel 1941 lo Stato Maggiore dell'esercito imperiale giapponese decretò la creazione di divisioni corazzate vere e proprie. Questa decisione prospettò fin dall'inizio il problema della mobilità delle artiglierie divisionali, che non potevano continuare a essere trainate bensì dovevano essere motorizzate per rimanere al passo con i veicoli da combattimento e da trasporto: ogni divisione doveva dunque avere nel proprio organico un reggimento di artiglieria semovente composto da 3 battaglioni, il primo con 18 cannoni da campagna Type 90 divisi in 3 compagnie, gli altri due equipaggiati con obici Type 91. La piattaforma per movimentare entrambi i tipi d'artiglieria fu ricercata nel carro armato medio Type 97 Chi-Ha, sul cui scafo fu progettato di fissare una casamatta scoperta che sostituiva la torretta girevole. Un prototipo venne completato nel giugno 1941 e fu accettato dall'esercito sotto la denominazione "Type 1 Ho-Ni I".

### Produzione
La Hitachi iniziò il ciclo produttivo nel 1941 e lo portò a termine verso la fine del novembre 1943 con 124 unità, simili per la sagoma ai primi Panzerjägern tedeschi. Una fonte riporta che il processo di fabbricazione durò dalla fine del 1941 al termine del 1942, totalizzando 27 veicoli compreso il prototipo. Questo dato è confermato da un'altra fonte che però non specifica quando la produzione finì.

### Impiego operativo
L'intera serie dei Type 1 Ho-Ni I rimase dislocata in Giappone per diversi anni fino a quando alcuni esemplari furono trasferiti via nave nelle Filippine, precisamente sulla grande isola di Luzón: qui ebbero il loro battesimo del fuoco nei primi mesi del 1945 contro il corpo di spedizione statunitense, ma l'impatto del sistema d'arma fu inficiato dall'assai basso numero di mezzi schierati. A esclusione di questa battaglia, i Type 1 non furono per il resto utilizzati in altri teatri bellici e finirono il loro servizio come parte delle armate in difesa del Giappone.

## Caratteristiche
La parte superiore dello scafo del carro medio era stata in buona parte riprogettata perché fosse inchiavardabile una casamatta aperta sul cielo e sul lato posteriore, dalla corazzatura spessa 50 mm sul fronte e ai fianchi. Era la sede di un cannone da campagna Type 90 da 75 mm, arma capace di sparare un proiettile da 6,30 chili a una velocità alla bocca di circa 690 m/s alla distanza massima di poco inferiore ai 12.000 metri. Il cannone godeva di un brandeggio manuale molto limitato pari a 10° a destra e a sinistra, l'alzo copriva da -5° a +20° e le munizioni trasportabili assommavano a 54 granate; la volata sporgeva per 40 cm oltre il bordo anteriore dello scafo. Questa impostazione non permise di preservare la mitragliatrice Type 97 da 7,7 mm posta nello scafo anteriore: vero che il tipo di veicolo avrebbe operato dalla seconda linea anche in ragione della postazione di fuoco semiaperta, tuttavia rimaneva indifeso nell'eventualità di un attacco di fanteria. Durante il processo di rielaborazione del disegno base e costruttivo furono previste piastre supplementari da 16 mm da fissare alle corazzature ereditate dal Type 97, piuttosto esigue: la corazzatura dello scafo era spessa 25 mm sul muso e inclinata di 30° rispetto alla verticale, 16 mm per la lastra anteriore a copertura degli organi di trasmissione (30°), 9 mm sui fianchi verticali, 20 mm sul retro stondato e 8 mm sia per il tetto che per il fondo. La sovrastruttura presentava corazzature da 16 mm dove si raccordava alla lastra anteriore dello scafo (82°, quasi orizzontali), da 25 mm sul frontale (11°), da 26 mm sui fianchi (25°) e da 13 mm sul tetto; il retro non era invece dotato di protezioni.
Al cambio di armamento e all'incremento delle corazze non corrispose alcuna modifica alla tecnica originale. Nel vano posteriore dello scafo era sistemato il Motore Diesel, un Mitsubishi Type 97 da 12 cilindri a V, con una potenza di 170 hp e rapporto di compressione pari a 17,8:1; l'accensione avveniva con un motorino di avviamento collegato all'impianto elettrico del carro, sviluppante 12 volt a regime di marcia e 24 all'avviamento. Era servito da serbatoi contenenti 208 litri di gasolio. L'albero motore collegava il Mitsubishi alla trasmissione anteriore e al cambio associato, con quattro marce avanti e una retromarcia il cui inserimento avveniva mediante un pignone scorrevole. La ruota motrice anteriore poteva così girare e far scorrere i cingoli: del tipo "dry pin", erano composti da 95 maglie in acciaio e misuravano 330 mm; i cingoli erano sostenuti superiormente da due doppi rulli e uno singolo centrale, la ruota di rinvio doppia era posteriore e le ruote d'appoggio erano sei e sempre doppie. Quelle più esterne erano state dotate ognuna di un braccio oscillante longitudinale cui era vincolata una molla elicoidale; le quattro centrali erano state accoppiate mediante due carrelli con bracci oscillanti longitudinali, i cui estremi erano collegati a una terza molla elicoidale fissata al fianco dello scafo, parallelamente al terreno.
L'equipaggio contava tre uomini oppure cinque uomini; l'unico che trovasse posto all'interno del veicolo era in entrambi i casi il pilota: egli guidava attraverso due leve direzionali ai lati del suo sedile, da usarsi assieme al freno e alla frizione per imprimere una sterzata.
Riguardo al peso complessivo del Type 1 Ho-Ni I sussistono dubbi: le varie fonti riportano 14,7 tonnellate, 15 tonnellate oppure 15,4 tonnellate; la pressione al suolo sviluppava 0,59 kg/cm² Il consumo orario di carburante su strada arrivava a 14,8 litri alla velocità di 15 km/h: l'autonomia massima risultante sfiorava i 210 chilometri. La velocità massima raggiungibile su strada era pari a 40 km/h. Con una luce libera (distanza tra fondo dello scafo e suolo) di 36 cm il semovente era in grado di superare ostacoli alti 0,90 metri, guadi da 1 metro e i fossati larghi fino a 2,50 metri.